# Digitalisering
Digitalisering (av engelskans digitization, mer sällan digitalization) avser ursprungligen och i tekniska sammanhang omvandling från analog till digital representation av information med nollor och ettor, exempelvis genom sampling av ljud och andra analoga elektriska signaler eller genom skanning av bilder. På senare tid avser informationsdigitalisering även manuell avskrift av dokument, avritning av ritningar med digitaliseringsbord samt maskinläsning av text, i syfte att kunna lagra, överföra eller bearbeta informationsinnehållet med datorer eller annan digitalteknik. 
Digitalisering (av engelskans digitalization) har börjat användas i överförd betydelse inom samhällsvetenskap, politik och informatik om digital transformation, det vill säga genomgripande verksamhetsomvandling i samband med ökad användning av modern informationsteknologi. Samhällen, organisationer och branscher kan digitaliseras genom fortsatt övergång till informationssamhället. Syftet kan vara att ersätta pappersblanketter, att automatisera manuella rutiner, att rationalisera bort administrativa arbetsuppgifter, distributionsled, resor och yrken samt att kunna erbjuda förbättrad informationsförsörjning och tillgänglighet oavsett tid och plats. Denna verksamhets- eller processdigitalisering innefattar ändrade arbetsmetoder, organisationsprocesser, affärsmodeller, samhällsstrukturer och kompetenskrav. Digital transformation kan innebära IT-strategi för utveckling och införande av nya webb- och appbaserade e-tjänster och informationssystem. Denna nya användning av ordet digitalisera har uppstått till följd av behovet av en verbform av IT, jämförbar med "IT-fiera", och är ett trendord som är betydelsenära med det äldre begreppet datorisering. 
Vissa som använder ordet i denna nya betydelse försöker istället introducera begreppet digitisering (av engelskans digitization) om ordets tekniska och ursprungliga betydelse (det vill säga om informationsdigitalisering), men det begreppet har ännu inte slagit igenom i svenskspråkig facklitteratur inom elektronik och datateknik. Även det tekniska begreppet digital har fått överförd icketeknisk betydelse, ofta som icke pappersbaserad, i uttryck som "det digitala samhället", "digitalt berättande", "digitala rättigheter", "digital mognad/kompetens", "digital klyfta", "digital agenda", "digital ekonomi" och "digital delaktighet". Motsatsordet analog har i samma kontext kommit att avse användning av pappersdokument, fysiska möten och fysiska pengar.

## Historik

### Informationsdigitalisering (digitisering)
Digitaltekniken och digitiseringen bygger på principen att siffror (engelska digits av latinets fingrar - att räkna på fingrarna) representeras binärt med ett bas-2-baserat numeriskt system, bestående av endast två värden: antingen 1 eller 0. Syftet att kunna utföra beräkningar och bearbeta data med hjälp av elektriska komponenter som bara kan ha två tillstånd, till eller från, såsom reläer. Ursprunget till denna idé kan härledas till Gottfried Wilhelm von Leibniz (1679). I sin publikation Explication de l’Arithmétique Binaire från 1703, förklarar och visionssätter Leibniz binär aritmetik, vilket är grunden till det som senare har blivit känt som digitisering. 
Konceptet att representera data av många olika slag binärt, bearbeta det med logikkretsar, överföra det och lagra det, vidareutvecklades och kompletterades av forskare såsom George Boole (1854), Claude Shannon (1938) samt George Stibitz under 1940-talet. Idag är Stibitz känd som skaparen av den första digitala räknemaskinen Model K i USA 1937, och för begreppet digital. 
Parallellt färdigställde Konrad Zuse den första programstyrda datorn Z1 i Tyskland 1938, och därmed var datoriseringen inledd. Båda dessa vara elektromekaniska (reläbaserade), medan den första elektroniska datorn Eniac från 1946 var baserad på logikkretsar med radiorör och därmed betydligt snabbare. Den första svenska datorn BARK färdigställdes 1950 och var elektromekanisk och följdes av den rörbaserade BESK 1953. 
Ursprungligen användes datorer enbart för numeriska beräkningar, men med utvecklingen av datorterminaler och teckenkoder på 1960-talet kom de även att användas för att bearbeta digitiserad text.

#### Digitalisering av telefonnätet
Automatiska telefonväxlar konstruerades i slutet av 1800-talet och var ett tidigt exempel på tillämpning av elektromekanisk digitalteknik för att analysera telefonnummer. Telefonnäten började digitaliseras kommersiellt på 1960-talet, i bemärkelsen att telefonljudet konverterades till nollor och ettor genom sampling och analog-till-digital-omvandling och representerades av elektriska pulser (PCM, pulskodsmodulering), och digital-till-analog-omvandlades åter på mottagarsidan. PCM-tekniken föreslogs dock redan i ett patent från 1921 av Paul M. Rainey. Syftet är att möjliggöra fler telefonsamtal på samma kopparkabel eller fiberkabel, och att eliminera brus, överhörning och annan elektromagnetisk interferens. 
PCM la grund för att telefonnäten dessutom började att datoriseras, då de gamla elektromekaniska telefonväxlarna ersattes med datorstyrda helektroniska digitala växlar, exempelvis Ericssons AXE-växlar från 1976. Från och med andra generationens mobiltelefoni (2G), exempelvis GSM-telefoner som lanserades 1992, har mobiltelefonljudet varit digitiserat.

#### Digital multimedia
Dokument och fotografier har digitiserats med digitala skannrar sedan 1957, och med digitalkameror, kommersiellt tillgängliga sedan 1975. De har komprimerats och överförts digitalt med digitala faxar sedan 1971 och JPEG-kompression sedan 1992. Maskinläsning (OCR) med textigenkänningsprogrammet CompuScan har använts sedan slutet av 1960-talet. Musikinspelningar har digitiserats på bred front sedan CD-skivor gjordes tillgängliga 1982. Videoinspelningar har digitiserats och komprimerats med tekniker som MPEG-kompression sedan 1993, DVD-skivor 1996 och digital-TV-sändningar sedan slutet av 1990-talet.

### Processdigitalisering (digital transformation)
Digital transformation har i många fall lett till att yrken och branscher har slagits ut och ersatts av nya. Processen att digitalisera manuella och pappersbaserade rutiner inleddes med att räknemaskiner färdigställdes på 1600-talet, så att yrket mänskliga räknare successivt har försvunnit. Hålkort och hålremsor började användas på 1800-talet, exempelvis i Jacquardvävstolen, vilket kan anses ha inlett industrialiseringen men förorsakade sabotage av arbetare som hade ersatts av maskiner. IBMs hålkortsmaskin för folkräkning 1890 inledde utvecklingen av administrativ databehandling (ADB). 
Tidiga branscher som datoriserades var tekniska och statistiska beräkningar för forskare och ingenjörer och för försäkrings- och bankväsendet. Datorterminaler placerades ut på allt fler arbetsplatser från slutet av 1960-talet till tidigt 1990-tal för att flera användare skulle kunna koppla upp sig till samma centrala stordator eller minidator. Detta gav upphov till nya yrken som datoroperatörer, programmerare, systemutvecklare och systemadministratörer. Folkbokföring i Sverige är datoriserad sedan år 1970, och universitetsbetyg i studok-systemet sedan 1977, men lärares inrapportering av betyg till administratörer fortsatte ändå att vara pappersbaserad fram till 2018 då Ladok 3 infördes och hela processen digitaliserades.
Inledningsvis var matematikkunniga kvinnor framstående som programmerare och innovatörer, exempelvis Ada Lovelace, Jean Bartik, Grace Hopper, Katherine Johnson, Margaret Hamilton, Hedy Lamarr och Radia Perlman, och ett stort antal kvinnor fick anställning som datoroperatörer, men området har i västvärlden senare kommit att domineras av män. I och med digitaliseringen av tryckprocessen försvann yrkesgruppen typografer successivt från och med 1970-talet, och ersattes av nya grafikeryrken. 
Datoriseringen kom att beröra många fler yrkeskategorier i och med utvecklingen av mikrodatorer och persondatorer såsom CP/M-systemet 1974, svenska ABC 80 1976, Apple II 1977, och IBM PC under 1981. Ordbehandlingsprogram och layoutprogram gjorde att många själva kunde digitalisera sina texter istället för att sekreterare måste renskriva dem på terminaler eller skrivmaskiner. Kalkylprogram och redovisningsprogram underlättade för småföretagare att göra ekonomiska beräkningar, och registerprogram möjliggjorde att de kunde upprätta kundregister. Med hemdatorer lärde sig många att programmera, och en marknad för datorspel uppstod. 
Internet utvecklades kring 1980-talet och möjliggjorde e-post och filöverföring, men var inledningsvis begränsad till högutbildade användare inom försvaret och akademin. Med introduktionen av modem-baserade BBS:er och de brittiska och franska Videotexsystemen på 1980-talet, och World Wide Web på 1990-talet, blev e-post, nätforum, e-tidningar, elektronisk myndighets- och företagsinformation och e-handel tillgängliga för en stor del av befolkningen. 1990-talets handdatorer, och 00-talets smarttelefoner och mobila applikationer, har medfört digitalisering av papperskalendrar, kartor, anteckningsböcker och kontaktlistor. 
För att bemöta piratkopiering av musik och film, har nya streamingtjänster utvecklats sedan 00-talet och slagit ut distributionsled. Webbtidningar och sociala medier har konkurrerat ut många traditionella medier, särskilt lokalpress, och minskat arbetsmarknaden för journalister. Sociala medier kan ha varit verktyg (men inte katalysator) för revolutioner som arabiska våren  och av betydelse för en explosiv ökning av spridningen av fejknyheter och desinformation sedan 2000-talet. Sociala medier tros ha haft betydelse för valresultat, men det är diskutabelt om fejknyheter har haft det.
Molntjänster är ett exempel på digital transformation som har blivit vanligt under 2010-talet. Det innebär att företag kan bespara kostnader för IT-personal, utrustning och datorproblem därför att man inte behöver installera programvara lokalt på ett stort antal datorer, därför att man inte behöver ha egen serverhårdvara, och inte behöver lagra data lokalt på egna datorer och regelbundet ta backuper av data.  
Inom handel och administration avser digitalisering processen att införa exempelvis kontantlös e-handel, papperslösa kontor, e-förvaltning, freemium-affärsmodeller och öppna data, genom ökad användning av nya tekniker såsom business intelligence, big data, kontaktlösa betalkort och blockkedjor, och är då besläktat med det äldre begreppet automatisk (administrativ) databehandling (ADB). E-legitimation har i många länder utfärdats av myndigheter, men i Norden främst av banker sedan 2013. Detta har möjliggjort att pappersblanketter och manuell handläggning har kunnat digitaliseras och ersättas av e-förvaltning  och offentliga e-tjänster. Krypterad överföring av kreditkortsnummer, bankdosor och e-legitimation har möjliggjort kontantlös e-handel och kommersiella e-tjänster. Blockkedjor såsom kryptovaluta har främst underlättat svartbetalning, förorsakat spekulation och ökat världens energiförbrukning, men förväntas kunna minska många kostnader och risker vid transaktioner.
Även inom tillverkningsindustri förekommer begreppet digitalisering i dess nya betydelse, och avser där verksamhetsomvandling genom införande av nya teknologier som Internet of Things, maskininlärning, maskinseende och maskin-till-maskin-kommunikation i tillverkningsprocesser. Begreppet är då jämförbart med Industri 4.0 (fjärde industriella revolutionen). Det bygger vidare på den tredje industriella revolutionen, också känd som den digitala revolutionen, som innebar att elektromekaniska komponenter och analog elektronik ersattes av digitalteknik, men inte ska sammanblandas med digitaliseringen. Det bygger även vidare på äldre koncept som teknisk databehandling (TDB), automation, robotisering och cybernetik.

### Digitaliseringspolitik
En tidig föregångare till begreppet digitaliseringspolitik var datapolitik, som var vanligt förekommande kring 1970- och 80-talen. Exempel på fråga var att oron för integritetskränkande databaser och samkörning av register gjorde att datainspektionen inrättades i Sverige 1973. Myndigheten fick ansvar för datalagen 1973, som ersattes av personuppgiftslagen 1998, och av EU:s Dataskyddsförordning GDPR år 2018. Myndigheten bytte namn till Integritetsskyddsmyndigheten år 2021.
Datapolitik ersattes på 1990-talet av det bredare begreppet IT-politik. För att ytterligare understryka att IT även innefattar frågor om tele- och internetinfrastruktur talar man ibland om Informations- och kommunikationsteknik (IKT). Exempel på viktig fråga var bredbandsutbyggnaden kring millieniskiftet. Svenska exempel på politisk användning av begreppet är:
- IT-kommissionen 1994,
- IT-minister 1994,
- regeringens IT-politiska strategigrupp 2003 och
- IT-politiska rådet 2007.

Sedan 1990-talet har även begrepp som innehåller elektronisk och e- (ursprungligen avseende även icke-programstyrd och analog teknik) använts inom datapolitik. Exempel från svensk och europeisk datapolitik och IT-rätt är 
- lagen om ansvar för elektroniska anslagstavlor (BBS-lagen) 1998,
- EU:s e-handelsdirektiv 2000
- e-nämnden 2003,
- lagen om elektronisk kommunikation (LEK) 2003,
- EU:s direktiv om lagring av elektronisk data (datalagringsdirektivet) 2006,
- e-delegationen 2009,
- e-legitimationsnämnden 2011 och
- e-kronan 2016

Digitalisering började användas mer allmänt på 2010-talet som brett IT-politiskt begrepp vid införande av nyare informationsteknologi, kopplat till ökad användning av internet och IT på alla nivåer. Ett EU-initiativ, digital inre marknad(en) från 2012, rekommenderade nationella digitala agendor inför en kommande samhällsomställning mot e-samhället.
Exempel på användning av digital och digitalisering i svensk och europeisk politik och lagstiftning är:
- digitaliseringsrådet 2011,[19]
- digitaliseringskommissionen 2012,
- digitaliseringsminister 2016,
- digitaliseringspolitik[20]
- digitaliseringsstrategin 2018,[21]
- digitaliseringsmyndigheten 2018[22] och
- Europaparlamentets och rådets direktiv om upphovsrätt och närstående rättigheter på den digitala inre marknaden (Upphovsrättsdirektivet) 2021

Definitionen av digitalisering är idag kopplad till minst två abstraktionsnivåer, en praktisk och en politisk samt kopplingar till politiska arbetsfrågor för samhällsutveckling, nya förändrade praktiska arbetssätt, effektivare möjligheter för en organisation till verksamhets- och affärsprocessutveckling med inre- och yttre effektivitet med IT exempelvis pågående arbete med e-förvaltning (e-governance) inom offentlig förvaltning.